# Trioceros wiedersheimi
Espèce
Synonymes
- Chamaeleon wiedersheimi Nieden, 1910

Statut de conservation UICN

 DD  : Données insuffisantes
Statut CITES
Trioceros wiedersheimi est une espèce de sauriens de la famille des Chamaeleonidae.

## Répartition
Cette espèce se rencontre au Cameroun et au Nigeria.

## Étymologie
Cette espèce est nommée en l'honneur de Robert Wiedersheim (1848-1923).

## Publication originale
- Nieden, 1911 "1910" : Verzeichnis der bei Amani in Deutschostafrika vorkommenden Reptilien und Amphibien. Sitzungsberichte der Gesellschaft Naturforschender Freunde zu Berlin, vol. 1910, p. 441-452 (texte intégral).